# Vestido blanco de Scarlett O'Hara
El vestido blanco de Scarlett O'Hara (en inglés: Scarlett O'Hara's white dress), también conocido como «vestido de oración» («prayer dress»), es un traje que la actriz Vivien Leigh lució en la película Lo que el viento se llevó (1939).

## Historia

### Contexto
David O. Selznick, productor del filme junto con la Metro-Goldwyn-Mayer (MGM), pagó $50 000 por los derechos de la novela en la que se basa la película y, con el fin de generar una gran publicidad inmediata en torno a ella, comenzó una búsqueda a nivel nacional de la actriz que interpretaría el papel de Scarlett O'Hara, siendo este el primer casting masivo de la historia del cine. Este proceso, con una duración total de dos años y un coste superior a $100 000, llevó a la realización de una gira por todo Estados Unidos para entrevistar a más de 1400 mujeres anónimas y a alrededor de cien actrices consagradas, llegando 400 de ellas a realizar pruebas y siendo las favoritas, entre otras: Jean Arthur, Lucille Ball, Miriam Hopkins, Tallulah Bankhead, Bette Davis, Claudette Colbert, Joan Crawford, Loretta Young, Paulette Goddard, Joan Fontaine, Katharine Hepburn, Olivia de Havilland, Carole Lombard, Norma Shearer, Barbara Stanwyck y Margaret Sullavan. Finalmente, un total de diecinueve fueron seleccionadas para realizar pruebas de cámara: Louise Platt, Tallulah Bankhead, Linda Watkins, Adele Longmire, Haila Stoddard, Susan Hayward, Dorothy Mathews, Brenda Marshall, Anita Louise, Margaret Tallichet, Frances Dee, Nancy Coleman, Marcella Martin, Lana Turner, Diana Barrymore, Jean Arthur, Joan Bennett, Paulette Goddard y Vivien Leigh, siendo estas dos últimas las únicas que realizaron pruebas de cámara en color. La búsqueda de la actriz que interpretaría el papel de Scarlett recibió una cobertura mediática sin precedentes; algunas fuentes sin confirmar afirman que Leigh ya había sido contratada en febrero de 1938, hecho que se habría guardado en el más absoluto secreto con el fin de mantener el nivel de expectación, aunque de lo que sí hay constancia es de que se llevó a cabo una encuesta a 100 personas a las que se cuestionó sobre quién consideraban que debía interpretar a Scarlett, obteniendo Leigh tan solo un voto. Pese a no ser favorita, la actriz británica se alzaría con el triunfo en medio de una gran sorpresa tanto de crítica como de público, aunque diversas fuentes han constatado que Myron Selznick, hermano del productor y representante de Leigh, promovió a la actriz para que consiguiese el papel.: 405–406 

### Creación

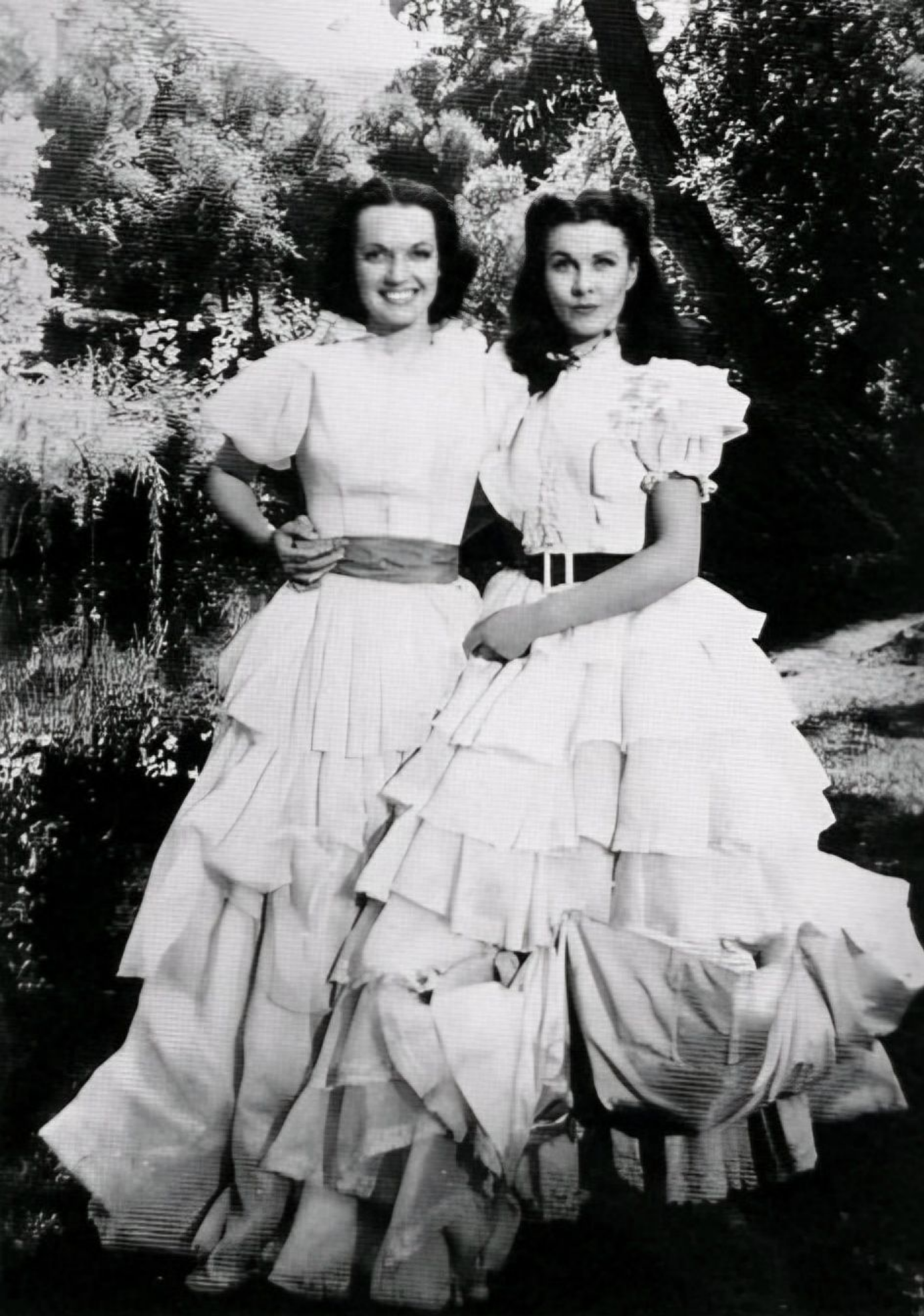
Mozelle Miller y Vivien Leigh en Lo que el viento se llevó (1939).

El vestuario de la película corrió a cargo de Walter Plunkett; incorporado al proyecto en 1936, el diseñador se embarcó a modo de preparación durante cuatro meses en un viaje de investigación no remunerado por el sur de Estados Unidos (Atlanta, Savannah y Charleston), contando únicamente con un contrato sin exclusividad por el que se le pagarían $600 a la semana en los dos meses de preproducción y $750 por cada siete días de rodaje, además de una carta de presentación dirigida a Margaret Mitchell, autora del libro en el que se basa el filme, a quien visitó en su casa de Georgia. Gracias a Mitchell, Plunkett conoció el ingenio de las mujeres de aquella época, las cuales usaban piedras y cáscaras de nueces como botones y ramas de espino como broches para poder confeccionar la ropa durante el bloqueo al que la Unión sometió a los estados sureños durante la guerra de Secesión. En los museos de las Hijas de la Confederación de Savannah y Charleston, Plunkett obtuvo trozos de telas cortadas de los dobladillos de trajes auténticos, los cuales solían estar decorados con diminutos estampados, creando más de 5000 prendas para cincuenta personajes y un centenar de extras. En lo que respecta al vestuario del personaje de Scarlett, para quien elaboró treinta y cinco conjuntos, Plunkett empleó los tejidos y los colores con el fin de enfatizar y subrayar los acontecimientos más destacados de la vida de la protagonista, empleando organdí, tul, algodón y tonalidades luminosas para vestirla en sus años de juventud, y tejidos como seda y terciopelo oscuro a medida que madura y se enfrenta a situaciones dramáticas.
A su vez, Plunkett tomó la decisión de incluir varios códigos de color para el personaje de Scarlett en función de las situaciones plasmadas. De esta forma, para las escenas de seducción el diseñador optó por el color verde, siendo ejemplo de ello el vestido escotado que Scarlett lleva a la barbacoa en Twelve Oaks, así como el traje elaborado con cortinas de terciopelo que la protagonista luce cuando acude a la cárcel a visitar a Rhett Butler. Para las escenas pasionales, violentas y de tensión, Plunkett escogió el rojo, siendo este el color del llamativo vestido que Rhett obliga a Scarlett a llevar a la fiesta de cumpleaños de Ashley Wilkes, el color de la bata de terciopelo que luce en la posterior discusión con su marido, y también el tono del traje que lleva puesto cuando su hermana Suellen descubre que Scarlett se ha casado con su prometido Frank Kennedy. Por último, para las escenas de peligro se decantó por el color azul, destacando el vestido que Scarlett lleva puesto cuando es asaltada en un puente camino del aserradero así como los trajes que lucen ella y su hija Bonnie cuando esta última cae del caballo. Los únicos vestidos que constituyen excepciones a estos códigos son el traje de novia, los atuendos de luto, el vestido rosa de la huida de Atlanta, el vestido blanco y rojo que lleva puesto cuando se despide de Ashley antes de que este regrese al frente, la bata verde que viste durante una discusión con Rhett, la bata naranja que luce cuando cae por las escaleras, y el traje blanco con volantes mostrado al inicio de la película.: 15 
El excesivo volumen de trabajo hizo imposible que Plunkett se ocupase por sí solo del guardarropa, contando por ende con la asistencia de varias ayudantes: «Tenía dos mujeres que me ayudaban, cortadoras y ajustadoras, cada una con su propio equipo de costureras, además de un equipo de modistas. Casi todo se hacía desde cero».: 39  Del mismo modo, el diseñador pintó más de 375 bocetos de vestuario con la ayuda de varios artistas:

Había tantos bocetos que hacer que teníamos alrededor de nueve o diez artistas trabajando, porque teníamos prisa. En la MGM, estuve diseñando muchas películas a la vez, no podía conseguir la tela, observar la elaboración de las prendas, supervisar las pruebas, y aún así hacer los bocetos, de modo que tuve la asistencia de otros. Solo el productor David O. Selznick tenía la aprobación del vestuario, y me pidió específicamente que no le mostrase ninguno de los bocetos a Vivien Leigh, ¡pero lo hice de todas formas! En otras películas, mostraba los bocetos a productores y directores, y ni siquiera los miraban. «Para eso es para lo que te contratamos», decían. No me di cuenta de que Selznick había hecho una solicitud para que otros diseñadores de vestuario enviaran bocetos para Lo que el viento se llevó, suponiendo que otro diseñador podría hacer un mejor trabajo que yo. Después de que cada diseñador de Hollywood hubiese enviado su trabajo, le confronté y le pregunté qué estaba pasando exactamente. Me dijo que nunca tuvo la intención de reemplazarme; solo quería que trabajase más duro y me aseguró que mi trabajo era espléndido. Le dije: «Muchas gracias».: 318 

Inicialmente, antes de la introducción de los códigos de color, tanto Plunkett como Selznick consideraron que el público querría ver los trajes tal y como Mitchell los describía en su libro.: 194  De acuerdo con Plunkett: «A Selznick no le interesaba la precisión. Investigué en el sur porque pensé que era necesario. Selznick estaba mucho más preocupado por ser fiel a Margaret Mitchell. Si él se oponía a un diseño, solo tenía que señalarle una de sus descripciones en la novela y quedaba satisfecho. La película no tuvo nada que ver con la historia. Mira la apertura, con Scarlett haciendo girar un narciso de plástico y luciendo lo que estaba a punto de convertirse en el peinado de los años cuarenta».: 164–166  El vestido que Scarlett luce al inicio del libro figura descrito de la siguiente forma:

Sentada con Stuart y Brent Tarleton a la fresca sombra del porche de Tara, la plantación de su padre, aquella mañana de abril de 1861, la joven ofrecía una imagen linda y atrayente. Su vestido nuevo de floreado organdí verde extendía como un oleaje sus doce varas de tela sobre los aros del miriñaque y armonizaba perfectamente con las chinelas de tafilete verde que su padre le había traído poco antes de Atlanta. El vestido se ajustaba maravillosamente a su talle, el más esbelto de los tres condados, y el ceñido corsé mostraba un busto muy bien desarrollado para sus dieciséis años. Pero ni el recato de sus extendidas faldas, ni la seriedad con que su cabello estaba suavemente recogido en un moño, ni el gesto apacible de sus blancas manitas que reposaban en el regazo conseguían encubrir su personalidad.: 11 

Sin embargo, Plunkett, considerando que la protagonista lucía demasiadas prendas de color verde, cambiaría de opinión a la hora de diseñar el traje rojo que Scarlett luce en la fiesta de cumpleaños de Ashley, lo que llevaría a un conflicto entre diseñador y productor, pues este último se mostró reacio a variar el guardarropa de la protagonista a menos que Mitchell diese su aprobación; una vez la escritora dio su beneplácito,: 194  Selznick se mostraría a favor de variar el vestuario de Scarlett tal y como consta en un memorando enviado el 13 de marzo de 1939 a Raymond Klune, director de producción:

La tercera parte de la película debería, solo por sus colores, dramatizar la diferencia entre Scarlett y el resto de la gente: Scarlett, con un vestuario extravagante y colorido, contrasta con la monotonía de los demás protagonistas y los extras. […] Esta película en particular nos da la oportunidad ocasionalmente, como en nuestras escenas iniciales y con el vestuario de Scarlett, de lanzar un toque violento de color al público para enfatizar un punto dramático.

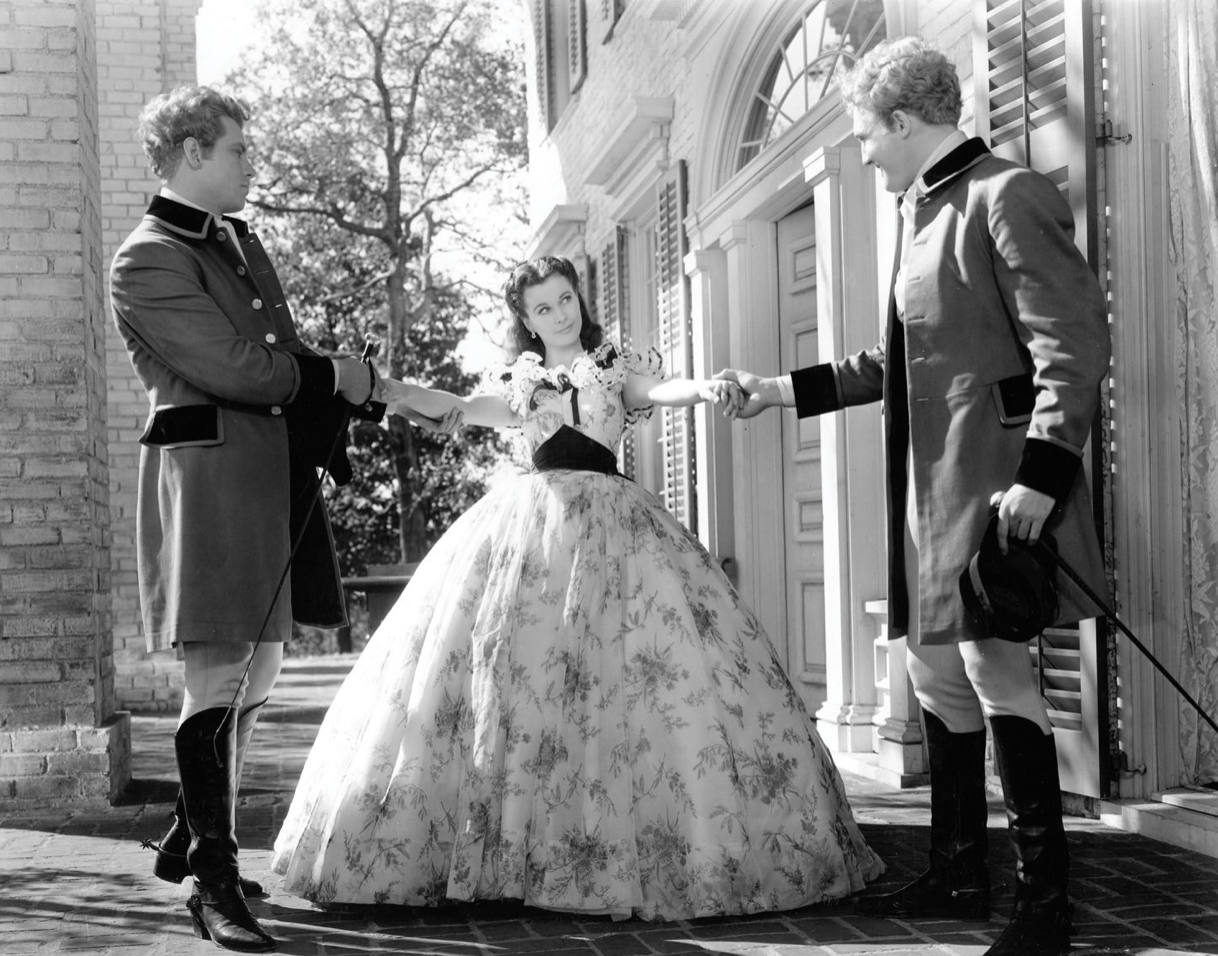
George Reeves, Vivien Leigh y Fred Crane en Lo que el viento se llevó (1939). El atuendo de la imagen, mostrado en la secuencia de la barbacoa en Twelve Oaks, fue descartado para la escena inicial en favor del vestido blanco.

Este cambio de parecer por parte de Selznick contribuiría a que el vestido blanco fuese el primer traje del guardarropa de Scarlett en ser mostrado en la película, pues en un principio se eligió para la escena inicial (la charla con los gemelos Tarleton y el paseo con Gerald por la plantación) el atuendo que el personaje lleva a la barbacoa en Twelve Oaks puesto que en el libro la protagonista luce dicha prenda en ambas secuencias, si bien el productor tomaría la decisión de descartarla debido a su deseo de mostrar al personaje en un vestido blanco con el fin de remarcar su inocencia y virginidad, aunque, irónicamente, el traje desechado se ajustaba a los códigos de color impuestos por Plunkett ya que en su primera escena Scarlett se dedica a coquetear con los Tarleton en un ingenuo juego de seducción en el que ambos suplican a la joven que baile con ellos en la fiesta que tendrá lugar después de la barbacoa, a lo que Scarlett reacciona haciendo alarde de su frivolidad. Por otro lado, el vestido blanco, también llamado «vestido de oración» por figurar en una secuencia en la que la protagonista aparece rezando junto a su familia, se vio fuertemente influenciado no solo por la moda imperante en la década de 1860, sino también por el vestido Letty Lynton,: 84  prenda lucida por Joan Crawford en la película homónima de 1932 que desató una revolución en el sector mercantil al ser masivamente manufacturada para su venta al público, prendado del atuendo por lo innovador que en su momento supuso para la industria textil; la fama de este traje radica, sobre todo, en las mangas abullonadas que en su tiempo causaron furor entre las mujeres de la era de la Gran Depresión, siendo las mismas copiadas, con ciertas variantes, en el vestido blanco de Leigh, del que se confeccionó una réplica menos elaborada para su doble de luces Mozelle Miller.
Plunkett se vio limitado sin embargo por el Technicolor tal y como declaró Selznick: «Sé por hablar con Walter Plunkett que nadie se siente tan mal como él por las limitaciones que le han impuesto. Pero si vamos a escuchar completamente a los expertos en Technicolor, también podríamos eliminar por completo a los artistas que están en nuestros propios departamentos de decorado y vestuario y dejar que la compañía Technicolor diseñe la película para nosotros».: 166  A esto se sumó la problemática del coste, pues el presupuesto original del guardarropa era de $80 000, cifra que terminaría aumentando a $157 000 para el final del rodaje, costando las labores de lavandería más de $10 000 debido a que las prendas necesitaban ser limpiadas a diario;: 10  Selznick se encargó de dar gran publicidad al vestuario del filme asegurando que era el más caro jamás creado para una película, lo que perjudicaría seriamente a Plunkett:: 194–195 

Pensó que le convendría decir que la ropa de Lo que el viento se llevó fue la más cara hecha para una película, y Plunkett era el diseñador más caro y extravagante. Cuando terminamos la película, salí a buscar trabajo, y nadie quería tocarme. Después de bastante tiempo, Joan Blondell tenía próximamente una película y tenía el control de a quién se contrataba, así que preguntó por mí. No le importaba cuán caro fuese (lo cual no era cierto de todos modos), Selznick me había recortado el sueldo.: 194–195 

### Rodaje

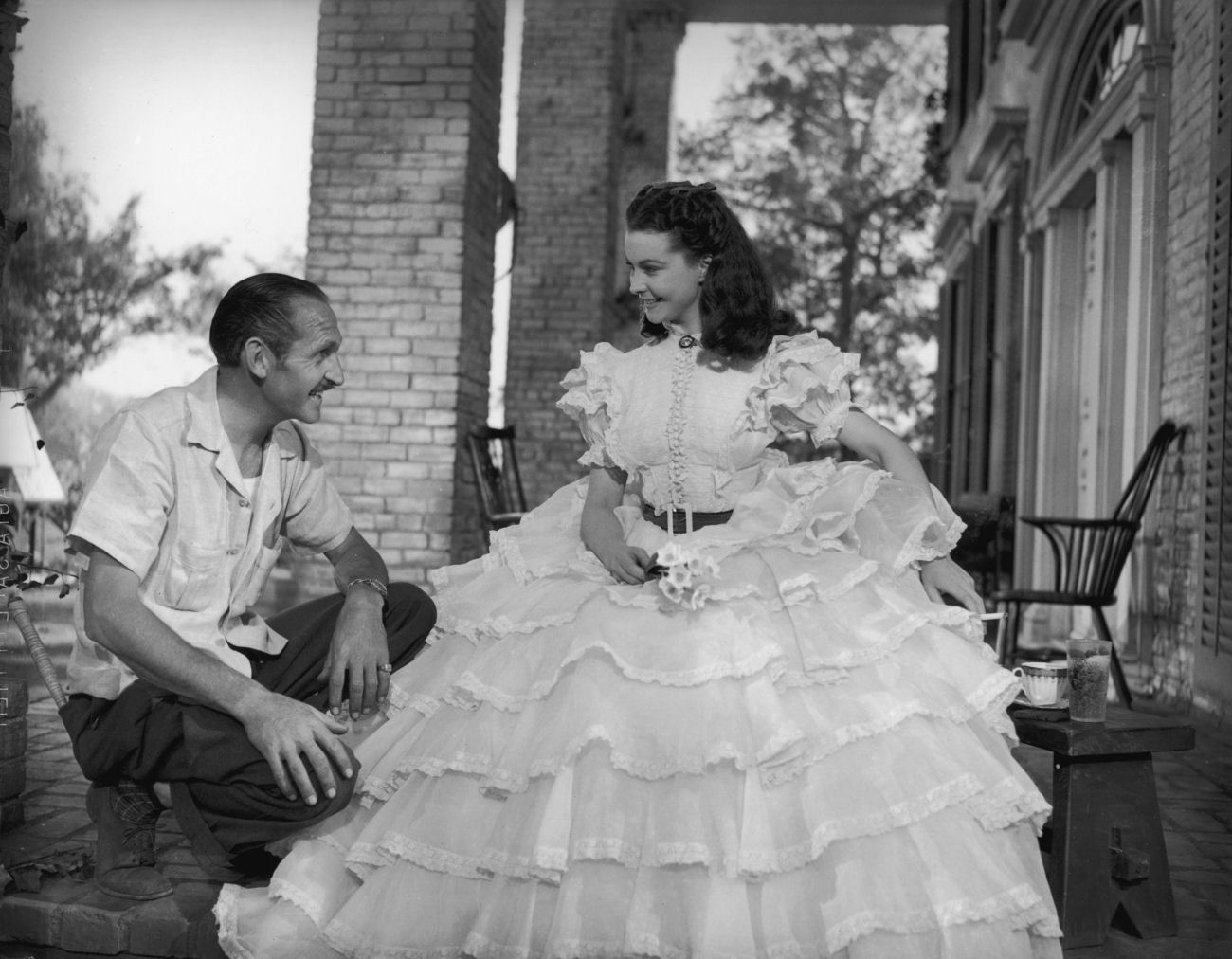
Fred Williams y Vivien Leigh en Lo que el viento se llevó (1939). En la imagen, Williams, tramoyista jefe, habla con Leigh durante la cuarta grabación de la secuencia inicial, la primera en la que la actriz apareció con el vestido blanco.

El rodaje de la escena inicial planteó una serie de inconvenientes tanto en el vestuario como en el peinado, lo que llevó a que la misma tuviese que ser filmada cinco veces a lo largo de nueve meses y medio. La primera grabación, dirigida por George Cukor, tuvo lugar el 26 de enero de 1939, primer día de rodaje; la misma fue realizada en el lateral derecho del porche delantero de la casa del personaje de Scarlett y no convenció a Selznick a causa de los peinados de George Reeves y Fred Crane, dejando constancia de este hecho en un memorando dirigido a Cukor: «Tengo la firme convicción de que el peinado que les pusimos a los gemelos les hace parecer grotescamente un par de cómicos de Harpo Marx... por el color de su pelo. Me gustaría que el Sr. Westmore les arreglara el pelo y que hiciera arreglos con el Sr. Plunkett para que yo los vuelva a ver con sus siguientes trajes y con el pelo arreglado antes de trabajar». Por su parte, Klune recordó que «todos estaban nerviosos y se notó en los rushes del día siguiente. George había puesto a Vivien en un tono demasiado agudo, muy alto. David sintió que ella lo estaba interpretando como si fuera el primer acto de un ensayo general. Lo mismo pasó con los chicos... se estaban excediendo». En un segundo memorando con fecha del 30 de enero, mismo día en que tuvo lugar la segunda grabación, Selznick sugirió reemplazar el vestido verde por el traje blanco, en principio reservado únicamente para la escena de la oración, si bien, por razones desconocidas, esta idea fue temporalmente abandonada puesto que en la nueva filmación, dirigida también por Cukor, Leigh siguió vistiendo el atuendo verde aunque realzado con una gargantilla negra, mientras que Reeves y Crane aparecieron con un nuevo peinado y un color de cabello distinto; pese a todos estos cambios, el director no quedó satisfecho debido a la deficiente iluminación.
Al momento de producirse la tercera grabación de la escena, realizada el 2 de marzo y cambiada del lateral derecho a la entrada principal, Cukor ya había sido reemplazado por Victor Fleming. En un memorando dirigido a Klune el 20 de febrero, Selznick hizo constar lo siguiente: «Reanudaremos el rodaje el lunes. Por favor, reúnete con el Sr. Fleming inmediatamente para la primera escena. Deberíamos empezar con los gemelos y luego con Gerald y Scarlett para que puedas cambiar el estado de Tara. Preferiría, si no hay motivo alguno y si Fleming está de acuerdo, que luego hagamos nuevas tomas en el Bazar, seguidas de Rhett y Scarlett en McDonough Road». De acuerdo con Crane, la asesora técnica de la película, Susan Myrick, Hija de la Confederación, informó a Selznick que «una jovencita que muestra tanto pecho no estaría sentada con dos jóvenes sin supervisión por la tarde»; este comentario llevaría al productor a decidirse finalmente por reemplazar el vestido verde por el traje blanco, circunstancia de la que Leigh no tuvo conocimiento hasta el 14 de junio, mientras se preparaba para rodar la escena en que Gerald le dice a Scarlett que le dejará Tara en herencia. La cuarta grabación de la secuencia, realizada los días 26 y 27 de junio, sería sin embargo descartada debido al agotamiento de Leigh, por lo que Selznick recomendó a la actriz tomarse unas vacaciones (según el productor, Leigh se veía «vieja», a lo que la actriz respondió afirmando que Selznick se veía igual, como si hubiese estado trabajando «dieciocho horas al día durante semanas enteras»). Tras reunirse con Laurence Olivier en Nueva York y realizar una prueba de cámara para Rebecca (1940), ambos viajarían a Inglaterra, tras lo cual Leigh volvería a Hollywood para grabar el 12 de octubre por quinta y última vez la secuencia inicial. Tal y como recordaría la actriz en 1960: «El último día de rodaje, tuvimos que rodar de nuevo la primera escena de la película. La escena en la que, siendo una chica de dieciséis años, me siento en el porche de Tara y digo: “Todo el mundo habla de guerra, guerra, guerra”. Cuando volvimos a rodar la escena, David Selznick la vio y me dijo: “Pareces demasiado mayor y demasiado enferma para la escena. Mejor tómate unas vacaciones”. Así que me fui a Francia con Larry y volví y Lo que el viento se llevó estaba terminada».

### Deterioro

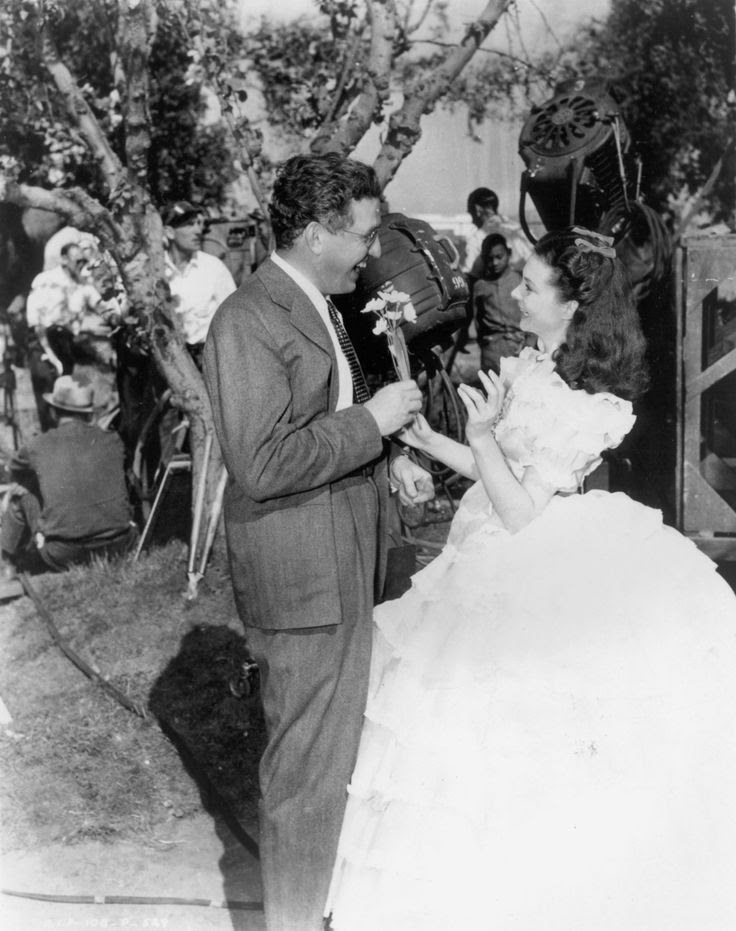
David O. Selznick y Vivien Leigh en Lo que el viento se llevó (1939).

El vestuario del filme sufrió un notable deterioro como consecuencia de las numerosas exposiciones de las que fue objeto. Con el fin de promover la película, la MGM decidió que los trajes participasen en una gira por diferentes teatros a nivel nacional e internacional. Los vestidos fueron enviados en primer lugar de Culver City, sede de la MGM, a Atlanta, donde el vestuario fue guardado bajo llave en habitaciones de hotel, viajando posteriormente a Nueva York; Selznick International Productions, Inc. (SIP) fungió como responsable durante el primer traslado, corriendo esta responsabilidad por cuenta de la propia MGM en los viajes posteriores. Selznick, quien deseaba que alguien designado tanto por SIP como por MGM se encargase del cuidado de los atuendos, mostró su preocupación por la falta de organización de estas exhibiciones en un comunicado el 15 de noviembre de 1939 a Howard Dietz, director de publicidad de los estudios: «El mantenimiento, la gestión y el cuidado del material deben organizarse de tal manera que no se dañe en su primer uso, que pueda usarse decenas y decenas de veces y que nos sea devuelto en buen estado». Klune transmitió el 21 de noviembre la preocupación de Selznick a Katherine Brown, representante de los estudios en la Costa Este, recordando desastrosas experiencias pasadas en las que varias prendas prestadas fueron devueltas como «una bolsa de trapos» tras una sola exhibición. Ese mismo día Brown recibió un comunicado de Selznick en el cual el productor le pedía que los trajes fuesen usados «con moderación y por separado, dividiéndolos para que cada ciudad tenga unos pocos para fines de explotación», radicando parte de esta solicitud en motivos económicos. De acuerdo con las leyes entonces vigentes en California, cada prenda debía ser limpiada en seco antes de su regreso a los estudios tal y como figura en un acuerdo con la Atlanta Junior League con motivo del préstamo del guardarropa para las festividades por el estreno de la película, constando en dicho acuerdo que se debían pagar «$5,00 por cada vestido por la limpieza que exige la Ley del Estado de California» (el 12 de febrero de 1940, en un telegrama a Selznick, Brown dejó patente que «la limpieza constante es la cosa más dañina para los trajes»). El poco cuidado con el que la ropa fue tratada, los traslados y las sucesivas limpiezas terminarían por causar estragos en las telas, circunstancia agravada por el hecho de que los atuendos fueron empacados en baúles y cajones probablemente de madera, material que desprende gases los cuales causan manchas y decoloración, aparte de que las prendas pudieron haber sufrido alguna que otra deformación como resultado de haber sido colgadas o dobladas. De acuerdo con la correspondencia conservada, los vestidos se enviaron en primer lugar a Atlanta, donde fueron expuestos junto con varias joyas de la época de la guerra en una sala adyacente a un salón de baile custodiada por guardias armados, tras lo cual serían enviados a Nueva York y de allí conducidos a Los Ángeles para los respectivos estrenos, participando posteriormente en una gira por todo el país y decidiéndose en febrero de 1940 que todas las prendas fuesen enviadas de regreso a Culver City puesto que los ingresos generados en su exhibición no compensaban los costes según un comunicado de Brown fechado el 12 de ese mes. Finalmente, tras una gira nacional e internacional de año y medio, en agosto de 1941 el vestuario fue devuelto a SIP, pasando varios atuendos (entre los cuales no figuraba el vestido blanco) a formar parte de la colección privada de Selznick.: 13–16, 70 : 53 

### Paradero
Actualmente se desconoce el paradero de este y otros trajes de la película y no se sabe con seguridad si aún se conserva.: 15  Al igual que otras prendas icónicas del cine, como el vestido de Glinda, el vestido Letty Lynton y el vestido Cheek to Cheek, existe la posibilidad de que se reutilizase para otros filmes y se desgastase con el uso, lo que podría haber llevado a que el atuendo fuese tirado a la basura sin saberse siquiera en qué películas había aparecido, pudiendo a su vez haberse deteriorado a causa de un deficiente almacenaje (las perchas de madera, conocidas por su alto contenido en ácido, solían provocar que los vestidos se desgarrasen en la zona de los hombros), aunque existe la posibilidad de que fuese vendido en la subasta de la MGM en 1970 o de que resultase destruido durante el incendio acaecido en la bóveda 7 de los estudios en 1965, desastre que provocó la pérdida de numerosas películas mudas. Otra alternativa es que fuese robado; durante muchos años los estudios no tuvieron ningún tipo de cuidado con los trajes, accesorios, guiones y demás elementos vinculados a las películas que producían, sin ser conscientes del alto valor que acabarían teniendo en el futuro (a menudo los empleados se llevaban estos objetos como recuerdo sin permiso, sabedores de que a los directivos no les importaba esta sustracción de material). Cabe también la posibilidad de que fuese modificado para su uso en otros filmes; esta circunstancia se dio, por ejemplo, con al menos tres vestidos de Gilbert Adrian: el traje de chifón de Greta Garbo en Camille (1936), completamente modificado para Joan Fontaine en Rebecca; el vestido de Glinda, originalmente lucido por Jeanette MacDonald en San Francisco (1936) y severamente modificado para Billie Burke en El mago de Oz (1939); y otro traje de MacDonald de la misma película, levemente alterado para Gracie Allen en Honolulu (1939). El vestido blanco se hubiese conservado con toda seguridad de haber pasado a integrar la colección de Selznick, pues cinco de los vestidos que el productor guardó en dicha colección se encuentran a día de hoy en el Harry Ransom Center, institución que desde hace décadas se encarga de preservarlos para evitar su total pérdida.  Del mismo modo, cabe destacar que hubo al menos otros dos atuendos de la película que corrieron riesgo de desaparecer: el vestido verde de la barbacoa en Twelve Oaks, restaurado en 1976 bajo la supervisión del propio Plunkett debido a su deplorable estado de conservación y hoy preservado en el Museo de Historia Natural del Condado de Los Ángeles gracias a una donación en 2004 del Museo de Arte del Condado de Los Ángeles, organismo que a su vez lo recibió mediante una donación de Daniel Selznick, hijo del productor; y uno de los vestidos de la escena del ataque camino del aserradero, descubierto en el suelo de la Western Costume Company en 1962 por el coleccionista James Tumblin cuando estaba a punto de ser tirado a la basura.

## Descripción

### Diseño
El vestido se componía de, aproximadamente: seis metros de encaje y cuatro metros de algodón para las enaguas, soportadas tal vez por una crinolina de nueve aros; un metro de algodón, un metro de organdí, ocho metros de encaje, un metro de encaje con volantes y más de veinte botones de vástago para el corpiño; y diecisiete metros de algodón, sesenta y cinco metros de encaje y un metro de ratina para la falda. El atuendo poseía un delicado encaje chantillí y contaba con un corpiño muy similar a un tweed al albergar un bordado de lunares a imitación del damasco; entallado con pinzas en V tapadas con volantes al igual que la botonadura frontal, todo ello se remataba con un escote redondo decorado con un volante ornamentado a su vez con un diminuto broche. Las mangas eran de farol y contaban con sobremangas de volantes, mientras que la falda, de gran vuelo y ajustada con un cinturón de terciopelo rojo y hebilla plateada, se hallaba compuesta por un total de ocho volantes rematados con puntillas y se armaba con crinolina y enaguas.: 14  Pese a estar en parte influenciado por el vestido Letty Lynton, el traje blanco no resultaba anacrónico ya que las mangas del atuendo de Crawford se inspiraban en las conocidas como mangas «pierna de cordero», de moda a comienzos del siglo xix, si bien los lazos que Scarlett lucía en su cabello recordaban a Shirley Temple, popular estrella infantil de la década de 1930.

### Análisis

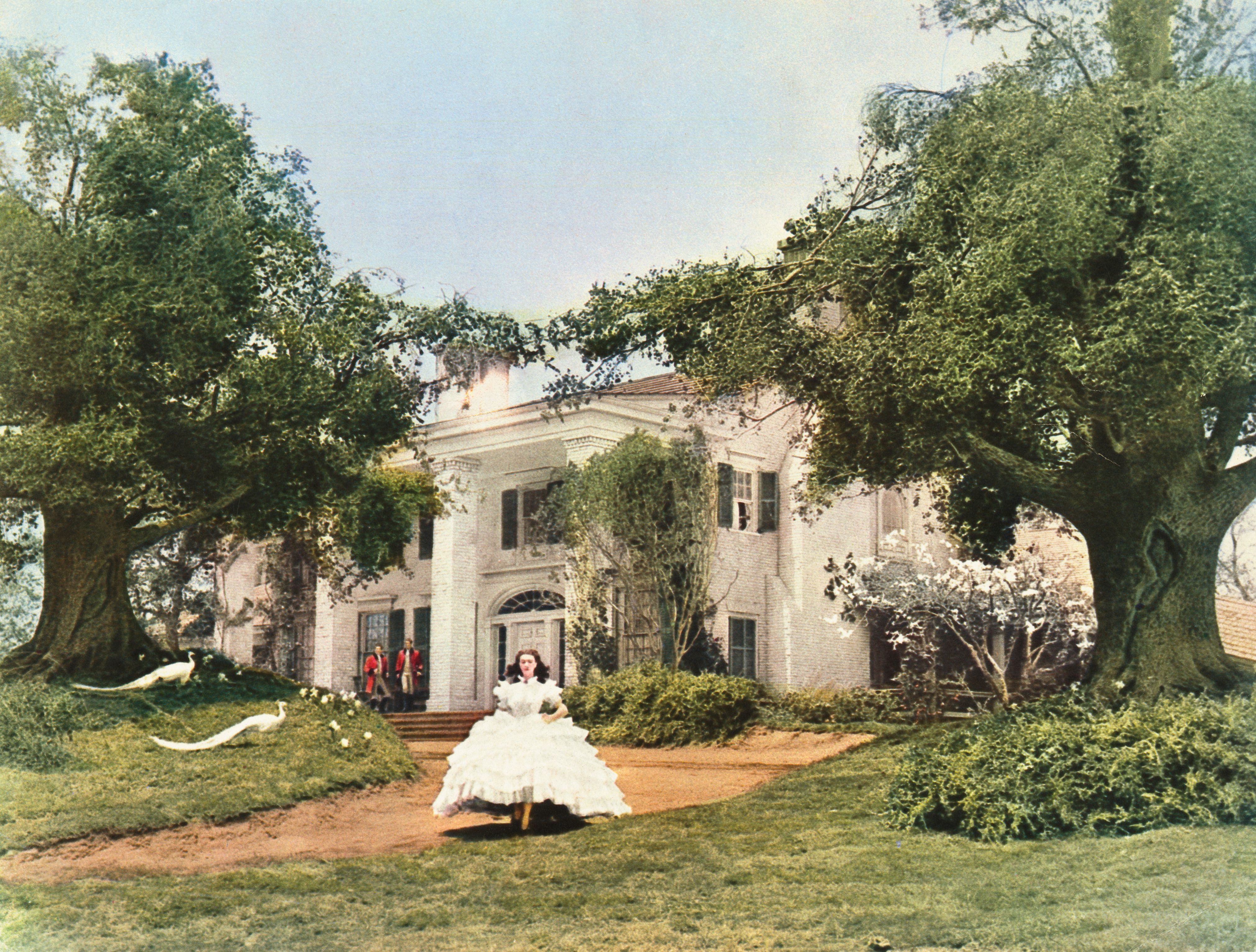
Vivien Leigh en Lo que el viento se llevó (1939). El diseño del vestido refleja la personalidad de Scarlett en sus años de juventud del mismo modo que el color, idéntico al de su casa en Tara.

El atuendo se halla dotado de una fuerte carga simbólica ya que el mismo sirve para presentar al personaje de Scarlett, quien luce alegre y despreocupada pese a la amenaza de una próxima guerra civil. Su desparpajo y frivolidad quedan reflejados en el vestido, conformado por multitud de volantes y encaje, mientras que su vívido e inmaculado color blanco revela su virginidad y elevada posición social al no tener ni una sola mancha pese a encontrarse el personaje sentado en el porche de su casa. La pulcritud de la prenda permite a su vez vislumbrar la pulcritud de su mente, pues Scarlett no piensa en la terrible realidad que se avecina ni tampoco en el duro trabajo de los esclavos a su servicio, sino solo en la coquetería que la caracteriza y que le da la oportunidad de romper los corazones de casi todos los solteros del condado. Sin embargo, la monotonía cromática del atuendo se ve rota por el intenso color rojo del cinturón, el cual permite subrayar el fuerte carácter del personaje a la vez que preludiar el escandaloso traje rojo que exhibirá en la fiesta de cumpleaños de Ashley. El blanco no solo se circunscribe al vestuario, pues también se halla presente en la casa que sirve de fondo a la idealizada escenografía, en las flores de la pradera que la rodea, en los pavos reales que deambulan por el lugar e incluso en uno de los perros de la familia O'Hara, todo ello destinado a potenciar aún más la pureza de la protagonista y su condición de persona de raza blanca ya que tanto el color como los volantes y el encaje ponen de manifiesto el sentimiento de supremacía blanca entonces imperante, reforzado a su vez por estar el vestido confeccionado en algodón, una de las industrias más fructíferas del sur de Estados Unidos, íntimamente ligada a la esclavitud, a la vez que dejan patente la personalidad de una joven mimada e ingenua, aunque por otro lado el color constituye un lazo que une a Scarlett con Tara, lo que presagia el amor que desarrollará por esta tierra y su incansable lucha para no perderla.

## Legado
En los Premios Óscar de 1940, durante el discurso que Selznick dio al recoger su galardón como mejor productor, declaró lo siguiente: «Es una lástima que no haya también un premio de la academia para los diseñadores de vestuario, porque Walter Plunkett lo habría recibido».: 318  De acuerdo con Plunkett: «No creo que fuese mi mejor trabajo o siquiera lo más grande que he hecho. Pero esa película, desde luego, continuará por siempre». La popularidad del atuendo, considerado junto con el resto del vestuario del filme como una de las prendas más famosas de Hollywood, ha llevado a su reproducción a medida por parte de entusiastas de la película y también para su venta al público, así como a la comercialización de patrones en revistas de la década de 1940 para su confección casera. Sumado a esto, el traje, del que existe una réplica en el Gone With the Wind Museum de Brumby Hall (Marietta), ha aparecido en una gran variedad de productos relacionados con la película, entre otros: una muñeca de Pete Ballard en la década de 1960; una muñeca de World Doll en 1967; varias muñecas de Madame Alexander en las décadas de 1970, 1980 y 2010; una figura de Avon en los años 1980; una figura en 1988 y una réplica en miniatura para una muñeca en 1999 de Franklin Mint; un plato de W. S. George Fine China en 1993; un adorno en 2001 y una figura en 2004 de The Bradford Editions; un adorno navideño de Hallmark en 2002; una réplica en miniatura de Salvat en 2003;: 13  una figura de The Hamilton Collection en 2012; y una muñeca de Mattel en 2014.